# شهرستان درینژه
شهرستان درینژه (به لاتین: Drenje) یک منطقهٔ مسکونی در کرواسی است که در Trnava, Osijek-Baranja County واقع شده‌است. شهرستان درینژه ۲٬۷۰۰ نفر جمعیت دارد.